# Gare de La Garenne-Colombes
Gare de La Garenne-Colombes vasútállomás Franciaországban, La Garenne-Colombes településen.

## Vasútvonalak
Az állomást az alábbi vasútvonalak érintik:
- Párizs–Le Havre-vasútvonal

## Kapcsolódó állomások
A vasútállomáshoz az alábbi állomások vannak a legközelebb:
- Gare de Nanterre-Université (Gare de Cergy-le-Haut, Transilien line L)
- Gare des Vallées (Paris Gare Saint-Lazare, Transilien line L)